# Cukali
Der Cukali (albanisch Mali i Cukalit) ist ein Bergmassiv im Norden Albaniens am Südwestrand der Albanischen Alpen. Den gleichen Namen wie der Bergstock trägt der Gipfel Maja e Cukalit (1721 m ü. A.), die zweithöchste Erhebung des Massivs. Die Maja e Meqithit, die rund zwei Kilometer weiter nordöstlich liegt, ist mit 1734 m ü. A. leicht höher. Das Massiv erhebt sich zwischen dem Tal des Kir im Nordwesten und dem Tal des Drin im Süden und Osten.

## Geographie
Der Cukali fällt auf allen Seiten auf Meereshöhen von 200 m ü. A. und weniger ab. Nur nach Norden führt ein schmaler Grat, der das Kir-Tal vom Shala-Tal trennt. Der Grat mündet rund 20 Kilometer nördlich der Maja e Meqithit bei der Biga e Gimajve (2231 m ü. A.) ins Hauptmassiv der Albanischen Alpen ein. Auf dieser Strecke fällt er nur an zwei benachbarten Stellen leicht unter 1000 m ü. A., erreicht aber auch nur im nördlichsten Teil Höhen von über 1400 m ü. A. Das Massiv hat von West nach Ost eine Ausdehnung von rund 20 Kilometern, von Süd nach Nord etwas über zehn Kilometer.
Aufgrund des Reliefs mit steil abfallenden Wänden ins Kir- und ins Drintal ist das Cukali-Bergland nur von Westen gut erschlossen, wo es allmählich in Hügelland übergeht. Im Südwesten liegt der Vau-Deja-Stausee, im Osten der Koman-Stausee, im Nordosten das Tal des Shala-Flusses, die im Unterlauf mit Lesniqa bezeichnet wird. Ein Fahrweg windet sich vom Ort Drisht nordöstlich von Shkodra ins Bergland, um den Cukali herum und erreicht Höhen von 1400 m ü. A. Viele Siedlungen der Region sind aber nur zu Fuß erreichbar.
Zwischen den beiden Hauptgipfeln Maja e Cukalit und Maje e Meqithit liegt auf 1323 m ü. A. ein knapp ein Kilometer langes und bis zu 300 Meter breites ebenes Feld, Fusha e Liqenit genannt, das zum nationalen Naturdenkmal erklärt worden ist.

## Bevölkerung und Geschichte
Auf den Terrassen des Cukali hoch über den umliegenden Tälern wurden einige kleine Dörfer angelegt. Die ehemalige Gemeinde Shllak im Westteil des Cukali hatte im Jahr 2011 671 Einwohner verteilt auf, die ehemalige Gemeinde Temal weiter östlich 1562 Einwohner – ein Teil davon lebt aber auch außerhalb des Cukali im besser erschlossenen Drin-Tal, zum Beispiel im Dorf Koman am Südfuß des Massivs.
Das traditionelle Gebiet von Temal umfasste drei Dörfer, deren Bevölkerung im Jahr 2007 mit 1012 Einwohnern angegeben wurde, während in den fünf Dörfern von Shllak damals 2321 Einwohner gelebt haben sollen (die Bevölkerungszahlen lokaler Behörden übersteigen die Angaben der Volkszählung von 2011 oft um ein Vielfaches und unterstreichen die geringe Einwohnerdichte des Gebiets).
Cukali wird zum Gebiet Dukagjin gezählt und wurde ursprünglich von den katholischen Stämmen der Shllaku und der Dushmani bewohnt. Die Dushman unterteilten sich in die Bayraks Dushmani und Temali. Alexandre Degrand, von 1893 bis 1899 Konsul in Shkodra, und Edith Durham beschrieben die Region und ihre Bewohner als sehr arm. Sie hätten fast ausschließlich vom Köhlern und von der Ziegenzucht gelebt. Die Dushman seien gemäß Durham einer der wildesten Stämme Nordalbaniens gewesen. Bei der Volkszählung von 1918 wurden knapp über 2000 Angehörige des Shllaku-Stamms und nicht ganz 1000 Angehörige des Dushmani-Stamms gezählt.
1925 wurde in Temal der Schriftsteller und Albanologe Martin Camaj geboren.

## Geologie
Der Cukali gehört zu einer geologischen Zone aus Gestein, dem das Plutonit und Vulkanit der südlich angrenzenden Mirdita und das Kalkgestein der Albanischen Alpen aufgeschoben sind. In der albanischen Literatur wird diese meist als Cukali-Krasta-Zone bezeichnet – großräumiger betrachtet gibt es auch die Bezeichnung Pindos-Cukali-Zone – für die schuppige Kalken und Flysch-Sedimente typisch sind. In Montenegro wird diese Gesteinsschicht auch als Budva-Zone bezeichnet.

„Das Merditabergland und die ihm zugehörige Gebirgsmasse von Dukagjin bestehen […] aus den Gesteinen der Serpentinformation, welche im großen zu gerundeten, geschwungenen Oberflöchenformen neigen. Diese Gesteinsserie ruht an einer gewaltigen Überschiebungsfläche auf dem Cukalibergland auf. Dieses baut sich aus einer anderen Gesteinsfolge auf. In ihm treten die Eruptiva sehr zurück, und Schiefer, Hornsteinschichten und Kakle mesozoischen und känozoischen Aters setzen es zusammen. Sie sind ungemein wirr miteinander verfaltet. Die Kalke haben sich als starre Masse erwiesen und stecken als Pakete und Schollen in den plastischeren Gesteinen drin. Daher zeigt das Cukalibergland auch in wenig modellierten Gebieten unruhig klippige Oberflächen.“